# Министерство охраны окружающей среды КНР
Министерство охраны окружающей среды КНР, ранее Управление охраны окружающей среды (кит. трад. 国家 环境保护 总局)— министерство в исполнительной ветви правительства Китая. Оно пришло на смену Управления в марте 2008 года на сессии Национального Народного конгресса в Пекине.
На Министерство охраны окружающей среды страны возложена задача по защите воздуха, воды и почв Китая от загрязнения. Непосредственно под Госсоветом, оно имеет право и по закону обязано осуществлять экологическую политику и соблюдение природоохранного законодательства и нормативных актов. В дополнение к своей регулирующей роли, оно финансирует и организует исследования и разработки. Кроме того, оно также выступает в качестве агентства по атомной безопасности Китая.

## История
В 1972 году китайские представители приняли участие на Первой конференции ООН по проблемам окружающей человека среды, состоявшейся в Швеции. В 1983 году китайское правительство объявило, что охрана окружающей среды станет государственной политикой. В 1998 году Китай пережил катастрофический год серьёзных наводнений, и китайское правительство повысило статус предыдущего природоохранного ведомства.

## Организация
Есть 12 управлений в министерстве, все находящиеся на правительственном уровне. Они выполняют нормативные задачи в различных областях для того чтобы убедиться, что агентство работает соответствующим образом:

### Структура министерства
- Общий административный офис (办公厅)
- Департамент людских ресурсов и по институциональным вопросам (行政 体制 与 人事 司)
- Отдел планирования и финансов (规划 与 财务 司)
- Департамент политики, законов и правил (政策 法规 司)
- Департамент науки и технологий и стандартов (科技 标准 司)
- Управление борьбы с загрязнением (污染 控制 司)
- Природное Управление по охране экосистем (自然 生态 保护 司)
- Департамент охраны окружающей среды (环境 影响 评价 管理 司)
- Международное бюро по сотрудничеству (国际 合作 司)
- Департамент ядерной безопасности (核 安全 管理 司)
- Управление Экологической инспекции (环境 监察 局)
- Управление Агентства и партийного строительства (机关 党委)

## Направления деятельности
Министерство регулирует качество воды, качество атмосферного воздуха, твердых отходов, почвы, уровень шума, радиоактивность. Министерство финансирует ряд «ключевых лабораторий» в разных частях страны, в том числе: Лаборатория воздуха в городах, лаборатория по предотвращению и контролю загрязнения, лаборатория по окружающей среде и охране здоровья, лаборатория по промышленной экологии, лаборатория по экологии водно-болотных угодий и восстановления растительного покрова, а также лаборатория по биобезопасности.

Кроме того, министерство также осуществляет управление инженерно-техническими научно-исследовательскими центрами, связанными с охраной окружающей среды, в том числе: Центр производственного контроля загрязнения цветными металлами, Центр чистого угля и экологического восстановления шахт, Центр промышленного контроля загрязнения воды отходами, Центра контроля промышленных дымовых газов, Центр по обработке опасных отходов, а также Центр переработки твердых отходов и обезвреживания мин.

Китай переживает рост экологических жалоб: В 2005 году было направлено 51000 жалоб о загрязнении окружающей среды, согласно министру Чжоу Шэнсяню. С 2001 по 2005 год, в китайские природоохранные органы поступило более 2530 тысяч писем и 430 000 посещений 597000 заявителей, ищущих экологической защиты.

## В СМИ
Заместитель министра Пань Юэ, бывший журналист, сказал в интервью http://www.chinadialogue.net что основная причина ухудшения глобального экологического кризиса «… является капиталистическая система. Экологический кризис стал новым средством передачи экономического кризиса».. Он считает, что роль Китая в экологическом кризисе «… возникла, в основном, потому что наш режим экономической модернизации был скопированы с западных развитых стран. В 30 лет Китай добился экономических результатов, на которые ушли века на Западе . Но мы также сосредоточены на решении экологических вопросов, возникших за эти 30 лет, мы стали мировым лидером по росту ВВП и иностранных инвестиций, мы также стали номер один в мире потребителем угля, нефти и стали — и крупнейшим производителем CO2 и химическими потребителями выбросов кислорода».